# 天塌宕古遗址
天塌宕古遗址位于中国浙江省宁波市海曙区鄞江镇光溪村毛家自然村，位于上化山东侧，上化山有数十个古代石宕，其中天塌宕较为典型，位于毛家宕西500米处，开采始于明代之前，21世纪初为保留古迹全面关闭开采，现有大小宕口几十个，宕内曾发现被埋水车，石壁上书写着“胜利永远属于朝中人民！”的口号，石料为宁波知名的小溪石之一，2010年公布为鄞州区文物保护单位:334，2018年12月28日因行政区划调整公布为海曙区文物保护单位。